# Judo-Weltmeisterschaften 2024
Die 36. Judo-Weltmeisterschaften wurden vom 19. bis 24. Mai 2024 in Abu Dhabi, Vereinigte Arabische Emirate ausgetragen. 
Aufgrund des Russisch-Ukrainischen Krieges durften Athleten aus Russland und Belarus nur als Individuelle Neutrale Athleten starten.

## Ergebnisse

### Männer
| Gewichtsklasse | Gold                  | Silber              | Bronze                    |
| -------------- | --------------------- | ------------------- | ------------------------- |
| - 60 kg        | Giorgi Sardalaschwili | Yang Yung-wei       | Taiki Nakamura            |
| - 60 kg        | Giorgi Sardalaschwili | Yang Yung-wei       | Lee Ha-rim                |
| - 66 kg        | Ryōma Tanaka          | Takeshi Takeoka     | Luukas Saha               |
| - 66 kg        | Ryōma Tanaka          | Takeshi Takeoka     | Wascha Margwelaschwili    |
| - 73 kg        | Hidayət Heydərov      | Tatsuki Ishihara    | Lawdschargalyn Anchdsajaa |
| - 73 kg        | Hidayət Heydərov      | Tatsuki Ishihara    | Nils Stump                |
| - 81 kg        | Tato Grigalaschwili   | Timur Arbusow       | Lee Joon-hwan             |
| - 81 kg        | Tato Grigalaschwili   | Timur Arbusow       | Somon Machmadbekow        |
| - 90 kg        | Gōki Tajima           | Nemanja Majdov      | Erlan Scherow             |
| - 90 kg        | Gōki Tajima           | Nemanja Majdov      | Tristani Mosakhlishvili   |
| - 100 kg       | Zelym Kotsoiev        | Shady El Nahas      | Dota Arai                 |
| - 100 kg       | Zelym Kotsoiev        | Shady El Nahas      | Nikoloz Sherazadishvili   |
| +100 kg        | Kim Min-jong          | Guram Tuschischwili | Tamerlan Baschajew        |
| +100 kg        | Kim Min-jong          | Guram Tuschischwili | Alisher Yusupov           |

### Frauen
| Gewichtsklasse | Gold                       | Silber             | Bronze              |
| -------------- | -------------------------- | ------------------ | ------------------- |
| - 48 kg        | Bawuudordschiin Baasanchüü | Assunta Scutto     | Abiba Abuschakinowa |
| - 48 kg        | Bawuudordschiin Baasanchüü | Assunta Scutto     | Tara Babulfath      |
| - 52 kg        | Odette Giuffrida           | Diyora Keldiyorova | Amandine Buchard    |
| - 52 kg        | Odette Giuffrida           | Diyora Keldiyorova | Mascha Ballhaus     |
| - 57 kg        | Huh Mi-mi                  | Christa Deguchi    | Jessica Klimkait    |
| - 57 kg        | Huh Mi-mi                  | Christa Deguchi    | Momo Tamaoki        |
| - 63 kg        | Joanne van Lieshout        | Angelika Szymańska | Clarisse Agbegnenou |
| - 63 kg        | Joanne van Lieshout        | Angelika Szymańska | Laura Fazliu        |
| - 70 kg        | Margaux Pinot              | Marie-Ève Gahié    | Shiho Tanaka        |
| - 70 kg        | Margaux Pinot              | Marie-Ève Gahié    | Madina Taimasowa    |
| - 78 kg        | Anna-Maria Wagner          | Alice Bellandi     | Emma Reid           |
| - 78 kg        | Anna-Maria Wagner          | Alice Bellandi     | Madeleine Malonga   |
| +78 kg         | Wakaba Tomita              | Kayra Özdemir      | Kim Ha-yun          |
| +78 kg         | Wakaba Tomita              | Kayra Özdemir      | Hilal Öztürk        |

### Teamwettbewerb Mixed
| Gewichtsklasse | Gold | Silber | Bronze |
| -------------- | --- | --- | --- |
| Mannschaft     | JapanMao Arai Mayu Honda Tatsuki Ishihara Komei Kawabata Kanta Nakano Hyōga Ōta Gōki Tajima Ayami Takano Momo Tamaoki Ryuga Tanaka Shiho Tanaka Wakaba Tomita | FrankreichMathéo Akiana Mongo Orlando Cazorla Axel Clerget Léa Fontaine Joan-Benjamin Gaba Priscilla Gneto Coralie Hayme Faïza Mokdar Maxime-Gaël Ngayap Hambou Margaux Pinot Khamzat Saparbaev Florine Soula | GeorgienEter Askilaschwili Luka Babuzidse Giorgi Tschichelidse Saba Inaneischwili Giorgi Dschabniaschwili Nino Loladse Sopio Somchischwili Georgi Teraschwili Guram Tuschischwili          |
| Mannschaft     | JapanMao Arai Mayu Honda Tatsuki Ishihara Komei Kawabata Kanta Nakano Hyōga Ōta Gōki Tajima Ayami Takano Momo Tamaoki Ryuga Tanaka Shiho Tanaka Wakaba Tomita | FrankreichMathéo Akiana Mongo Orlando Cazorla Axel Clerget Léa Fontaine Joan-Benjamin Gaba Priscilla Gneto Coralie Hayme Faïza Mokdar Maxime-Gaël Ngayap Hambou Margaux Pinot Khamzat Saparbaev Florine Soula | ItalienThauany David Capanni Dias Giovanni Esposito Nicholas Mungai Christian Parlati Manuel Parlati Irene Pedrotti Gennaro Pirelli Kim Polling Lorenzo Rigano Erica Simonetti Asya Tavano |

## Medaillenspiegel
| Platz  | Land                           | Gold | Silber | Bronze | Gesamt |
| ------ | ------------------------------ | ---- | ------ | ------ | ------ |
| 1      | Japan                          | 4    | 2      | 4      | 10     |
| 2      | Georgien                       | 2    | 1      | 2      | 5      |
| 3      | Südkorea                       | 2    | –      | 3      | 5      |
| 4      | Aserbaidschan                  | 2    | –      | –      | 2      |
| 5      | Frankreich                     | 1    | 2      | 3      | 6      |
| 6      | Italien                        | 1    | 2      | 1      | 4      |
| 7      | Deutschland                    | 1    | –      | 1      | 2      |
| 7      | Mongolei                       | 1    | –      | 1      | 2      |
| 9      | Niederlande                    | 1    | –      | –      | 1      |
| 10     | Kanada                         | –    | 2      | 1      | 3      |
| –      | Individuelle Neutrale Athleten | –    | 1      | 2      | 3      |
| 11     | Türkei                         | –    | 1      | 1      | 2      |
| 11     | Usbekistan                     | –    | 1      | 1      | 2      |
| 13     | Chinesisch Taipeh              | –    | 1      | –      | 1      |
| 13     | Polen                          | –    | 1      | –      | 1      |
| 13     | Serbien                        | –    | 1      | –      | 1      |
| 16     | Spanien                        | –    | –      | 2      | 2      |
| 17     | Finnland                       | –    | –      | 1      | 1      |
| 17     | Großbritannien                 | –    | –      | 1      | 1      |
| 17     | Kasachstan                     | –    | –      | 1      | 1      |
| 17     | Kirgisistan                    | –    | –      | 1      | 1      |
| 17     | Kosovo                         | –    | –      | 1      | 1      |
| 17     | Schweden                       | –    | –      | 1      | 1      |
| 17     | Schweiz                        | –    | –      | 1      | 1      |
| 17     | Tadschikistan                  | –    | –      | 1      | 1      |
| Gesamt | Gesamt                         | 15   | 15     | 30     | 60     |